# Арнад
Арнад (итал. Arnad) је насеље у Италији у округу Долина Аосте, региону Долина Аосте.
Према процени из 2011. у насељу је живело 975 становника. Насеље се налази на надморској висини од 354 м.

## Становништво
| 1931. | 1936. | 1951. | 1961. | 1971. | 1981. | 1991. | 2001. | 2011. |
| ----- | ----- | ----- | ----- | ----- | ----- | ----- | ----- | ----- |
| 1.448 | 1.376 | 1.264 | 1.206 | 1.248 | 1.301 | 1.311 | 1.273 | 1.294 |